# Хоткевич, Гнат Мартынович
Гнат Марты́нович Хотке́вич (укр. Гнат Мартинович Хоткевич; псевдоним Гнат Галайда; 31 декабря 1877 (12 января 1878), Харьков — 8 октября 1938, там же) — украинский музыкант, писатель, историк, композитор, искусствовед, этнограф, педагог, переводчик, сценарист, театральный и общественно-политический деятель.

## Биография
После окончания Харьковского технологического института (1900) Хоткевич некоторое время работал инженером на Харьковско-Николаевской железной дороге. Разработал собственный проект дизельного поезда (1901), на 30 лет раньше американского аналога.
За участие в руководстве политической стачки в 1905 году подвергся преследованиям и в январе 1906 года был вынужден переехать на Галичину, которая тогда была в составе Австро-Венгрии. На Галичине Хоткевич поселился сначала во Львове, а затем в Криворивне; объехал всю Галичину и Буковину со скрипичными концертами и концертами украинских народных песен в сопровождении бандуры.
Вернувшись с Галичины в 1912 году на Киевщину, Хоткевич поселился в Киеве и включился в литературную и художественную жизнь Украины: выступал с лекциями, а с февраля 1913 года стал редактором украинского литературного журнала «Вестник культуры и жизни». В то же время он продолжал концертировать с бандурой с сериями концертов «Вечер бандуры».
После начала Первой мировой войны его опять начали преследовать и в 1915 году выслали за пределы Украины. Хоткевич поселился в Воронеже, где жил до революции 1917 года. К Советской власти в Украине Хоткевич отнёсся с недоверием, но с 1920 года активно подключился к литературно-художественной жизни. В 1920—1928 годах преподавал украинский язык и литературу в Деркачёвском зоотехникуме.
В 1926—1932 годах Хоткевич преподавал в Харьковском музыкально-драматическом институте, где вёл класс бандуры. В 1928—1932 годах был художественным руководителем Полтавской капеллы бандуристов.
В 1932 году Хоткевич попал в немилость к власти и после смерти Николая Скрипника был уволен с государственных должностей, а его произведения были запрещены. В 1934 году Хоткевич попал под поезд и был травмирован.
Во время ежовщины Хоткевича арестовали. Особой тройкой УНКВД по Харьковской области от 29 сентября 1938 года он был приговорён к расстрелу за «участие в контрреволюционной организации». Приговор был исполнен 8 октября 1938 года. Реабилитирован 11 мая 1956 года. После реабилитации изданы «Сочинения в двух томах» (1966).

## Литературная деятельность и творчество
Литературную деятельность Хоткевич начал в 1897 году (рассказ «Грузинка» во львовском журнале «Заря»). Дальнейшие произведения его большого литературного наследия: рассказы «Блудный сын» (1898), «Рождественский вечер» (укр. Різдвяний вечір, 1899), цикл «Жизненные аналогии» (укр. Життєві аналогії, 1897—1901), сборник «Горные акварели» (укр. Гірські акварелі, 1914); на протяжении 1914—1915 годов был написан ряд рассказов под названием «Гуцульские картинки» (укр. Гуцульські образки, впервые напечатаны в 1931 году); повесть «Авирон» (укр. Авірон, 1928), роман «Берестечко» и другие.
Наибольшим достижением в литературном творчестве Хоткевича стала романтическая повесть из гуцульской жизни «Каменная душа» (укр. Камінна душа, 1911), которая позже несколько раз переиздавалась в разных редакциях. Хоткевич является автором ряда драматических произведений, в которых отразил антифеодальную и национально-освободительную борьбу украинского народа.
Богатое и тематически разнообразное литературно-искусствоведческое наследие Хоткевича. Среди прочего: «Григорий Саввич Сковорода» (1920), «Музыкальные инструменты украинского народа» (1930), ряд научных исследований о Т. Шевченко, И. Федьковиче, О. Кобылянской. Хоткевич много переводил с мировой классики: Шекспира, Мольера, Шиллера, Гюго.
Несмотря на то, что Хоткевич в советское время стоял в стороне от литературных дискуссий и его причисляли к «политически ненадёжным», он, однако, был одним из самых популярных писателей на Украине, о чём свидетельствует появление его «Сочинений» в восьми томах (1928—1932). Но дальше опять начались притеснения, в результате которых последний его роман «Довбуш» не был напечатан и осталась неоконченной тетралогия о Тарасе Шевченко, над которой Хоткевич работал с 1928 года.

## Театральная деятельность и творчество

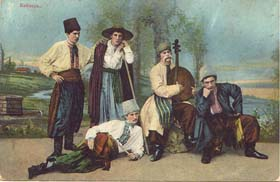
Гнат Хоткевич в студенческом спектакле 1899 года

Ещё будучи студентом, Хоткевич организовал в селе Деркачах на Харьковщине сельский театр (1895). В студенческие годы он руководил студенческим театром в Харькове, с которым разъезжал по окраинам Слобожанщины.
В 1903 году Хоткевич основал первый на Украине рабочий театр, который в течение 3-х лет дал более 50-ти спектаклей, преимущественно украинской классики. Специально для него он написал ряд пьес.
В эмиграции на Галичине Хоткевич основал в селе Краснополье (ныне Ивано-Франковская область Украины) Гуцульский театр. Специально для него написал пьесы «Довбуш» (1909), «Гуцульский год» (укр. Гуцульський рік, 1910), «Непростое» (укр. Непросте, 1911) и другие.
В 1912 году, после возвращения на Слобожанщину, Хоткевич возобновил деятельность рабочего театра в Харькове.
Из других драматических произведений Хоткевича ещё можно выделить «На железной дороге» (1925), историческую пьесу «О полку Игореве» (1926) и тетралогию «Богдан Хмельницкий» (1929), высоко оценённую тогдашней критикой (А. Белецкий). 
Гнат Хоткевич является автором нескольких десятков киносценариев. Он сыграл роль кобзаря Кирика в фильме «Назар Стодоля» (1936).

## Музыкальная деятельность и творчество

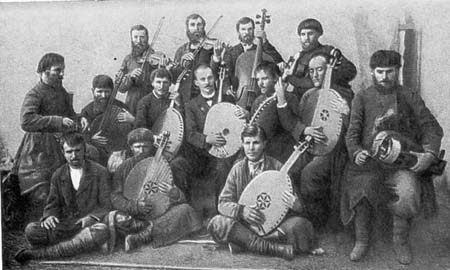
Выступление кобзарей на XII Археологическом концерте в 1902 г.

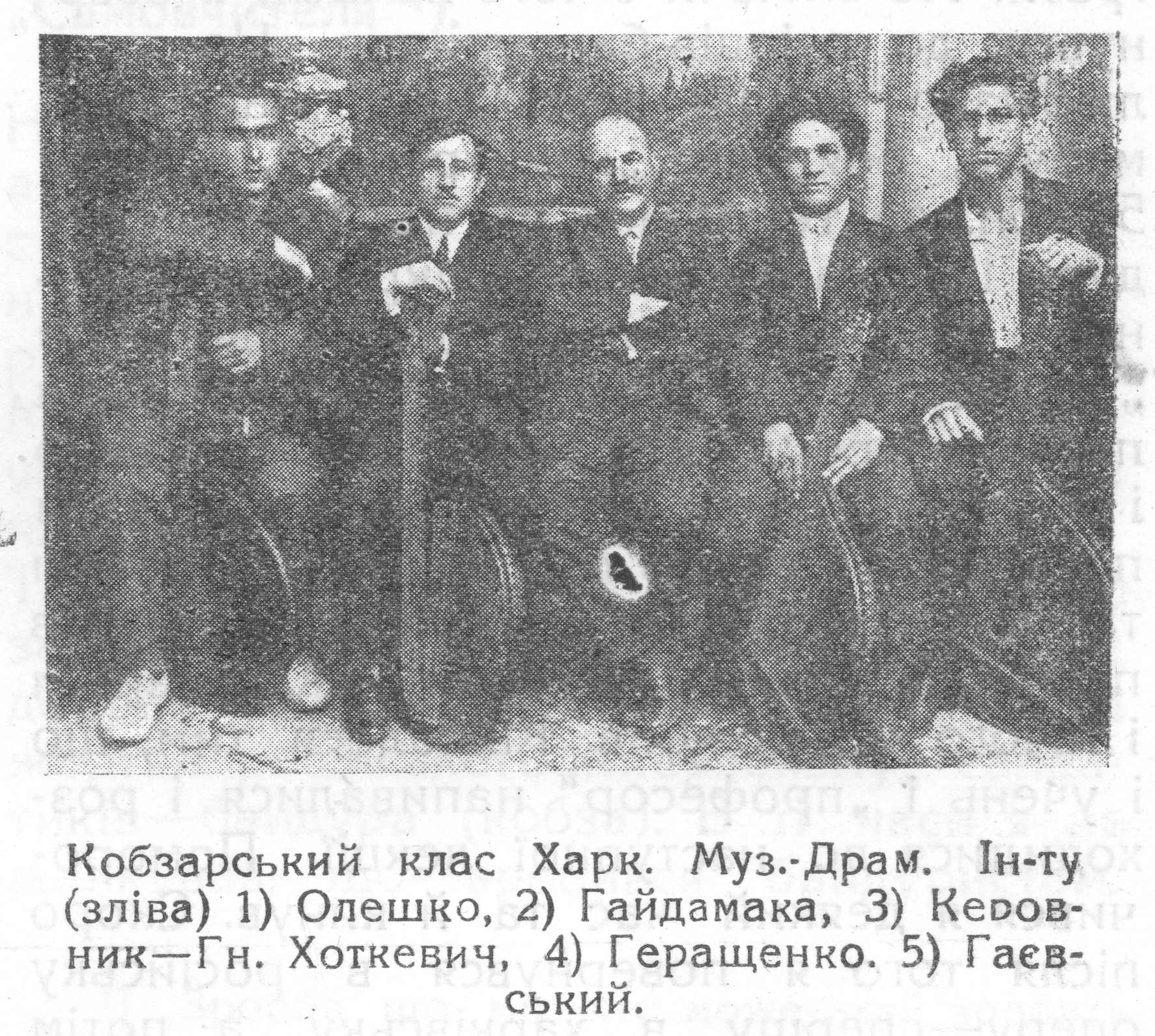
Хоткевич (в центре) и Харьковский квартет бандуристов на основе студентов ХМДИ.

В молодые годы Хоткевич учился игре на скрипке у харьковского профессора Ильницкого, достигнув профессионального уровня исполнительского мастерства, и в дальнейшем давал многочисленные сольные концерты скрипичной музыки. Он также хорошо умел играть на фортепиано и пел баритоном. Профессиональная музыкальная подготовка на скрипке помогла ему освоить и усовершенствовать игру на бандуре и заложить почву для последующего создания профессиональных курсов игры на бандуре.
Хоткевич начал учиться играть на бандуре, и в 1896 году, как бандурист-солист, объехал почти все крупные города Украины. На базе народного способа игры на бандуре, который использовали слобожанские кобзари, Хоткевич создал свою, так называемую, Харьковскую школу игры на бандуре.
В 1902 году на XII Археологическом съезде он организовал выступление кобзарей и подготовил доклад, который имел решающее значение для дальнейшего развития кобзарского искусства в Украине. Это было первое известное выступление ансамбля бандуристов.
В 1909 году во Львове Хоткевич издал первый учебник игры на бандуре.
В 1927 году Хоткевич основал Полтавскую капеллу бандуристов, для которой создал впечатляющий репертуар. Коллектив под его руководством достиг такого успеха, что его удостоили чести быть первым советским коллективом, получившим контракт на гастроли по Северной Америке.
С 1934 года Хоткевич вёл класс бандуры в Харьковском музыкально-драматическом институте. Работая над совершенствованием конструкции бандуры, Хоткевич создал педагогическую литературу для бандуристов «Учебник игры на бандуре» (1909 и 1929, 1930, 1931), «Краткий курс игры на бандуре» и составил ряд композиций и обработок народных песен. Метод получил название харьковский способ игры на бандуре.

## Музыкальные произведения
Хоткевич является автором около 600 музыкальных произведений — романсов, хоров, струнных квартетов, произведений большого формата для бандуры и оркестра бандур. Его «Поэма о Байда», «Буря на Чёрном море», «Невольничий рынок в Кафе», «Осень», «Софрон», «Нечай», «А в поле корчомка», «О смерти казака-бандуриста», «О Богдане Хмельницком» сегодня считаются народными. Хотя немало композиций Хоткевича были изданы при его жизни, в 1931 году они все были запрещены сталинским режимом и исключены из исполнительской практики, поэтому на сегодняшний день большинство его произведений нуждаются в восстановлении.
- Для хора
  - «Коломійки» (1919)
  - «Зоре моя вечірняя» (1922)
  - «Тече вода» (1922)
  - «Реве та стогне Дніпр широкий» (1927)
  - «Попід горою, яром, долом» (1927)
  - «Защебетав жайворонок» (1927)
  - «Ой діброво — темний гаю!» (1922)
- Для голоса в сопровождении фортепиано
  - «Ой не п'ється пива, меди» (1927)
  - «Веснянка» (1927)
  - «У гаю гаю вітру немає» (1927)
  - «Сонце гріє вітер віє» (1927)
  - «Ой я свого чоловіка» (1927)
  - «Весна прийшла» (1927)
  - «Минає неясний день» (1928)
  - «Шахтарі» (1928)
- Для оркестра
  - «Осінь»
  - «Містерія»
- Для бандуры
  - «Одарочка» (1910)
  - «Невільничий ринок у Кафі» (1913 и 1928)
  - «Осінь» (1931)
  - ряд мелодекламаций на тексты украинских поэтов
- Для голоса в сопровождении бандуры
  - «Про смерть козака бандуриста»
  - «Про Богдана Хмельницького»
  - «Про Козака Голоту»
  - «Про бурю на Чорному морі»
- Для капеллы бандуристов
  - «Поема про Байда»
  - «Буря на Чорному морі»
  - «Заповіт»
  - «Софрон»
  - «Нечай»
  - «А в полі корчомка»

## Конкурс имени Гната Хоткевича
С 1998 года в Харькове раз в три года проводится Международный конкурс исполнителей на украинских народных инструментах имени Гната Хоткевича. В конкурсе принимают участие бандуристы-инструменталисты, бандуристы-певцы, цимбалисты, свирельщики, домристы, кобзари. Традиционно в обязательную программу они должны включить одну из пьес харьковских композиторов, которые специально создаются для этого конкурса.

## Судьба семьи
Жена Хоткевича, Платонида Владимировна, была репрессирована и после Великой Отечественной войны выслана в Казахскую ССР. Позже, после возвращения в Украинскую ССР, жила в Криворовне, где работала в доме-музее Ивана Франко.
Дочь Галина во время войны была вывезена в Германию, затем вместе с перемещёнными лицами оказалась в Марокко, была прихожанкой и певчей рабатского храма Воскресения Христова. В начале 1970-х поселилась в городе Гренобль (Франция), где скончалась 26 февраля 2010 года.
Дочь Оля переехала в Венесуэлу.
Сын Евгений утонул, нелегально пересекая советско-иранскую границу. Сын Владимир остался в Харькове и стал ректором Харьковского университета.